# Bobby Joe Morrow
Bobby Joe Morrow, född 15 oktober 1935 i Harlingen i Texas, död 30 maj 2020 i San Benito, Cameron County, Texas, var en amerikansk friidrottare.
Morrow blev olympisk mästare på 100 meter och 200 meter vid olympiska sommarspelen 1956 i Melbourne.